# Goiandira do Couto
Goiandira Ayres do Couto (Catalão, 12 de setembro de 1915 - Goiânia, 22 de agosto de 2011) foi uma artista plástica brasileira.

## Biografia
Filha de Luís de Oliveira Couto, um poeta, advogado e historiador, e de Maria Ayres do Couto, que também era pintora, Goiandira era a filha mais velha de doze irmãos e, aos seis anos, mudou-se para a cidade de Goiás. Ela também foi prima e amiga da poetisa Cora Coralina. Tendo começado a pintar desde pequena, recebeu sua primeira premiação quando tinha dezesseis anos.
Tornou-se posteriormente professora de Língua portuguesa, História, Desenho, Artes, Danças e Etiqueta, lecionando até se aposentar. Ela nunca foi casada e não tem filhos.
A pintura de Goiandira tem duas fases: a fase do óleo (1933-1967) e a fase da pintura com areia, iniciada em 1968.
Aos dezoito anos de idade, Goiandira realizou a primeira coletiva de pinturas a óleo sobre tela. Aos cinqüenta e dois, começou a pintar com as areias de pedras trituradas da Serra Dourada, técnica única e exclusiva que a tornou reconhecida internacionalmente. A técnica consiste em riscar o desenho na tela, passar cola e salpicar areia com a ponta dos dedos. De acordo com a pintora, ela ouviu uma voz certo dia, que disse: "faça a sua casa de areia".
Normalmente com casarões antigos e paisagens vilaboenses, seus quadros podem ser encontrados inclusive na sede da ONU, em museus e em coleções de arte de personalidades nacionais e internacionais.
Goiandira trabalhava com 551 tonalidades de cores diferentes de areias (cor natural), dispostas em seu ateliê. Sua casa era visitada frequentemente por turistas.
No dia 22 de agosto de 2011, Goiandira faleceu no Hospital Ortopédico de Goiânia, onde estava internada desde julho de 2011, quando sofreu um acidente doméstico e quebrou o fêmur. O velório ocorreu no dia 23 de agosto, no Palácio Conde dos Arcos, antiga sede do governo estadual, na histórica Cidade de Goiás, e contou com a presença de diversas autoridades locais, como o governador em exercício José Eliton.